# Jon Jones (Kampfsportler)
Jonathan Dwight Jones (* 19. Juli 1987 in Rochester, New York) ist ein US-amerikanischer Mixed-Martial-Arts-Kämpfer aus Endicott, der bei der Ultimate Fighting Championship (UFC) unter Vertrag stand, wo er UFC-Schwergewichts-Champion war. Jones kann auf eine solide Ausbildung in Ringen, Brazilian Jiu-Jitsu und Muay Thai zurückgreifen und trainiert momentan in Jackson's Submission Fighting in Albuquerque, New Mexico. Er war zwischen dem 29. Dezember 2018 und 17. August 2020 Titelträger im Halbschwergewicht der Ultimate Fighting Championship, nachdem er den Gürtel bereits zwischen 2011 und 2015 innegehabt hatte. Am 4. März 2023, nach über drei Jahren Pause, kehrte Jones zurück und gewann die UFC-Schwergewichtsmeisterschaft nach einem Sieg gegen Ciryl Gane. Anschließend verteidigte seinen Titel gegen Stipe Miocic. Am 21. Juni 2025 gab die UFC seinen Rücktritt bekannt.

## Karriere
Im Jahr 2007 begann Jones seine MMA-Karriere im Team BombSquad in Cortland, New York. Bereits 2008 unterzeichnete er mit einer Kampfbilanz von sechs Siegen und null Niederlagen einen Vertrag über vier Kämpfe mit der UFC, was ihn zum damals jüngsten Kämpfer des Verbandes machte. Sein UFC-Debüt hatte er im August bei einem Punktesieg über Andre Gusmao. Im Januar 2009 besiegte er Stephan Bonnar ebenfalls nach Punkten. Bei UFC 100 im Juli 2009 bezwang er Jake O’Brien mit einem Guillotine Choke in der zweiten Runde. Wegen unerlaubten Ellenbogenschlägen wurde er dann gegen Matt Hamill im Finalevent von The Ultimate Fighter 10 disqualifiziert. Seine nächsten Kämpfe, gegen Brandon Vera im März 2010 und Vladimir Matyushenko im August, gewann er beide durch TKO in der ersten Runde. Nachdem ihm im Februar 2011 Ryan Bader mittels eines Guillotine Chokes unterlegen war, wurde auf den 19. März 2011 ein Titelkampf gegen Mauricio „Shogun“ Rua angesetzt. Jones dominierte den Kampf von Beginn weg und siegte durch TKO in der dritten Runde. Damit wurde er der bisher jüngste UFC-Titelträger.
Am 24. September 2011 hatte er seine erste Titelverteidigung gegen Rampage Jackson, den er in der vierten Runde durch Aufgabe besiegen konnte. Seinen nächsten Gegner, Lyoto Machida, besiegte er am 10. Dezember 2011 ebenfalls durch Aufgabe, diesmal in Runde 2, und verteidigte so seinen Titel zum zweiten Mal. Am 21. Mai 2012 folgte seine nächste Titelverteidigung gegen Rashad Evans. Zwischen den beiden früheren Trainingspartnern kam es vor dem Kampf zu diversen verbalen Attacken. Jones gewann den Kampf nach Punkten. Seine nächste Titelverteidigung wurde für den 1. September 2012 gegen Dan Henderson festgesetzt. Dieser Kampf wurde allerdings aufgrund einer Verletzung Hendersons abgesagt, wie die komplette Veranstaltung. Am 22. September 2012 verteidigte er seinen Titel erfolgreich gegen den Brasilianer Vitor Belfort durch Aufgabe in der 4. Runde. Im April 2013 konnte er Chael Sonnen in der ersten Runde besiegen und stellte damit den Rekord für die meisten Titelverteidigungen im Light-Heavyweight von Tito Ortiz ein.
Am 21. September 2013 bezwang er den Schweden Alexander Gustafsson – allerdings umstritten – nach Punkten und stellte somit den Rekord für die meisten Titelverteidigungen in seiner Gewichtsklasse auf.
Seine Siegesserie hielt er durch einen dominanten Punktesieg über seinen Rivalen Daniel Cormier aufrecht.
Im April 2015 wurde ihm noch vor Abschluss eines Gerichtsverfahrens wegen Fahrerflucht, bei dem er eine schwangere Frau verletzt hatte, durch die UFC der Halbschwergewichtstitel aberkannt. Sein Sponsor beendete die Zusammenarbeit. Ein Jahr später kehrte er in die UFC zurück und gewann gegen Ovince Saint Preux den Interimstitel in der Light-Heavyweight-Division.
Im Juli 2016 hätte Jones erneut gegen Daniel Cormier kämpfen sollen. Allerdings gab er bei einer Trainingskontrolle eine auf Clomifen und Letrozol positive Dopingprobe ab und wurde für ein Jahr gesperrt. Nach Ablauf der Sperre wurde das Duell 2017 gegen Cormier bei UFC 214 nachgeholt. Jones besiegte seinen Erzrivalen durch einen schweren Knockout in der dritten Runde und holte sich den Halbschwergewichtstitel damit zurück. Danach gab er allerdings erneut eine positive Dopingprobe ab, diesmal auf Dehydrochlormethyltestosteron. Daraufhin erhielt Daniel Cormier den Halbschwergewichtsgürtel zurück.
Nachdem sein Erzrivale Cormier ins Schwergewicht gewechselt hatte, wurde der Gürtel im Halbschwergewicht vakant, und Jon Jones gewann ihn in seinem zweiten Duell mit Alexander Gustafsson bei UFC 232 zurück. Anders als in ihrem ersten Kampf siegte Jones dieses Mal dominant durch einen TKO in der dritten Runde.
Nachdem Jones den Titel im Halbschwergewicht in kontroversen Kämpfen gegen Thiago Santos und Dominick Reyes zwei weitere Male hatte verteidigen können, gab er den Titel ab, um im Schwergewicht anzutreten. Dort traf er nach dreijähriger Kampfpause am 4. März 2023 im Titelkampf auf den Franzosen Ciryl Gane und gewann in der ersten Runde via Aufgabe. Nun durfte sich der 35 Jahre alte Mixed Martial-Arts-Kämpfer Schwergewichts-Weltmeister nennen. Auch der Titel als GOAT (Greatest of all Time) wurde ihm seitens der UFC nach dieser Errungenschaft offiziell per Instagram-Post zuerkannt. Seine erste Titelverteidigung im Schwergewicht fand am 11. November 2023 gegen den ehemaligen Schwergewichts-Champion Stipe Miocic bei UFC 290 statt, und er gewann vorzeitig. Am 21. Juni 2025 wurde von UFC-Präsident Dana White bekanntgegeben, dass Jones in den Ruhestand gehe. Der Rücktritt war von vielen Fans gefordert worden, nachdem Jones seit seinem letzten Kampf nicht mehr aktiv trainierte und einen Kampf gegen den Interimschampion Tom Aspinall wiederholt ablehnte.

## Kämpfe
| Sieg       | Stipe Miocic         |  |  | TKO (Spinning Back Kick und Schläge) |  | UFC 309: Jones vs Miocic            | 3 | 4:29 |
| Sieg       | Cyril Gane           |  |  | Aufgabe (Guillotine Choke)           |  | UFC 285: Jones vs. Gane             | 1 | 2:04 |
| Sieg       | Dominick Reyes       |  |  | Entscheidung (Einstimmig)            |  | UFC 247: Jones vs. Reyes            | 5 | 5:00 |
| Sieg       | Thiago Santos        |  |  | Entscheidung (Geteilt)               |  | UFC 239: Jones vs. Santos           | 5 | 5:00 |
| Sieg       | Anthony Smith        |  |  | Entscheidung (Einstimmig)            |  | UFC 235: Jones vs. Smith            | 5 | 5:00 |
| Sieg       | Alexander Gustafsson |  |  | TKO (Schläge)                        |  | UFC 232: Jones vs. Gustafsson 2     | 3 | 2:02 |
| No Contest | Daniel Cormier       |  |  | Positiver Dopingtest nach KO-Sieg    |  | UFC 214: Cormier vs. Jones 2        | 3 | 3:01 |
| Sieg       | Ovince Saint Preux   |  |  | Entscheidung (Einstimmig)            |  | UFC 197: Jones vs. Saint Preux      | 5 | 5:00 |
| Sieg       | Daniel Cormier       |  |  | Entscheidung (Einstimmig)            |  | UFC 182: Jones vs. Cormier          | 5 | 5:00 |
| Sieg       | Glover Teixeira      |  |  | Entscheidung (Einstimmig)            |  | UFC 172: Jones vs. Teixeira         | 5 | 5:00 |
| Sieg       | Alexander Gustafsson |  |  | Entscheidung (Einstimmig)            |  | UFC 165: Jones vs. Gustafsson       | 5 | 5:00 |
| Sieg       | Chael Sonnen         |  |  | TKO (Schläge)                        |  | UFC 159: Jones vs. Sonnen           | 1 | 4:33 |
| Sieg       | Vitor Belfort        |  |  | Aufgabe (Americana)                  |  | UFC 152: Jones vs. Belfort          | 4 | 0:54 |
| Sieg       | Rashad Evans         |  |  | Entscheidung (Einstimmig)            |  | UFC 145: Jones vs. Evans            | 5 | 5:00 |
| Sieg       | Lyoto Machida        |  |  | Aufgabe (Guillotine Choke)           |  | UFC 140: Jones vs. Machida          | 2 | 4:26 |
| Sieg       | Rampage Jackson      |  |  | Aufgabe (Rear-Naked Choke)           |  | UFC 135: Jones vs. Rampage          | 4 | 1:14 |
| Sieg       | Mauricio Rua         |  |  | TKO (Schläge und Kniestösse)         |  | UFC 128 Shogun vs. Jones            | 3 | 2:37 |
| Sieg       | Ryan Bader           |  |  | Aufgabe (Guillotine Choke)           |  | UFC 126 Silva vs. Belfort           | 2 | 4:20 |
| Sieg       | Vladimir Matyushenko |  |  | TKO (Ellbogen)                       |  | UFC Live 2: Jones vs. Matyushenko   | 1 | 1:52 |
| Sieg       | Brandon Vera         |  |  | TKO (Ellbogen/Schläge)               |  | UFC Live 1: Vera vs. Jones          | 1 | 3:19 |
| Niederlage | Matt Hamill          |  |  | DQ (Illegal Elbow)                   |  | UFC: The Ultimate Fighter 10 Finale | 1 | 4:14 |
| Sieg       | Jake O’Brien         |  |  | Aufgabe (Guillotine Choke)           |  | UFC 100: Lesnar vs. Mir             | 2 | 2.43 |
| Sieg       | Stephan Bonnar       |  |  | Entscheidung (Einstimmig)            |  | UFC 94: St. Pierre vs. Penn 2       | 3 | 5:00 |
| Sieg       | Andre Gusmao         |  |  | Entscheidung (Einstimmig)            |  | UFC 87: Seek and Destroy            | 3 | 5:00 |

## Privatleben
Jones hat mit seiner Lebensgefährtin vier gemeinsame Töchter und einen Sohn. Sowohl sein älterer Bruder Arthur Jones als auch sein jüngerer Bruder Chandler Jones spielen American Football in der National Football League, und beide gewannen jeweils den Super Bowl.
Jones wurde am 27. April 2015 verhaftet und angeklagt. Er soll am 26. April 2015 mit seinem Fahrzeug über eine rote Ampel gefahren sein, ein von rechts kommendes Fahrzeug gerammt und dessen schwangere Fahrerin dabei verletzt haben. Das Fahrzeug habe er verlassen und sei davongerannt. Am nächsten Tag stellte er sich der Polizei, die bereits MMA-typische Bekleidung und Dokumente mit Jones’ Namen im Fahrzeug gefunden hatte. Gegen Zahlung von 2500 $ Kaution wurde er aus der Untersuchungshaft im „Bernalillo County Metro Detention Center“ entlassen.